# Лузіана
Лузіана (італ. Lusiana, вен. Lusiana) — муніципалітет в Італії, у регіоні Венето,  провінція Віченца.
Лузіана розташована на відстані близько 440 км на північ від Рима, 75 км на північний захід від Венеції, 26 км на північ від Віченци.
Населення — 2691 особа (2014).
Щорічний фестиваль відбувається 25 липня. Покровитель — Giacomo il Maggiore.

## Демографія
Населення за роками:

Станом на 31 грудня 2014 року в муніципалітеті офіційно проживало 129 іноземців з 23 країн, серед них 34 громадяни країн Євросоюзу та 9 громадян України.

## Сусідні муніципалітети
- Азіаго
- Конко
- Луго-ді-Віченца
- Маростіка
- Сальчедо